# U.S. Route 51
L'U.S. Route 51 è una strada a carattere nazionale statunitense che si estende per 2070 chilometri e collega Laplace con Hurley.